# Rashid Sumaila
Rashid Sumaila (Cape Coast, 1992. december 18.) ghánai válogatott labdarúgó, aki jelenleg a Qadsia SC játékosa.

## Pályafutása
Tagja volt a 2014-es labdarúgó-világbajnokságon részt vevő válogatottnak.

## Sikerei, díjai

### Klub
- Mamelodi Sundowns
  - Dél-afrikai bajnok: 2013-14

### Válogatott
- Ghána U20
  - Football at the African Games: 2011